# Campeonato Piauiense de Futebol de 2020 - Segunda Divisão
A segunda divisão do Campeonato Piauiense de Futebol de 2020 foi a décima sexta edição desta competição organizada pela Federação de Futebol do Piauí (FFP).
Disputada por três agremiações, a competição começou em 3 de outubro e teve seu término no dia 25 daquele mesmo mês. Fluminense e Tiradentes obteve o acesso para a primeira divisão de 2021. Ambos também protagonizaram a decisão, na qual o Fluminense saiu vitorioso e conquistou o seu segundo título da competição.

## Participantes e regulamento
Esta edição foi disputada por três clubes: Fluminense, Oeirense e Tiradentes. De acordo com uma reportagem do GloboEsporte.com, a diminuição no número de participantes em relação ao ano anterior ocorreu por "dificuldades financeiras e as incertezas geradas pela pandemia do novo coronavírus." Nesse contexto, a entidade organizadora adotou protocolo de segurança, incluindo a testagem dos atletas e a realização dos jogos sem a presença de público. As agremiações se enfrentaram em embates de turno e returno; as duas melhores colocadas garantiram o acesso para a primeira divisão do ano seguinte. Essas também protagonizaram a decisão do campeonato em partida única.

## Resumo
O campeonato iniciou em 3 de outubro. Oeirense e Fluminense protagonizaram a primeira partida da competição, realizada na cidade de Oeiras. Na ocasião, a equipe da capital triunfou pelo placar de 5–1. O Tiradentes estreou na rodada seguinte e empatou sem gols os seus dois primeiros jogos. Na abertura do returno, o Fluminense voltou a vencer o Oeirense e obteve o acesso à primeira divisão estadual, um feito que não acontecia há mais de quatro décadas. O Tiradentes, por sua vez, garantiu o acesso na rodada seguinte com uma vitória sobre o mesmo adversário. Na última rodada da fase inicial, o Tiradentes derrotou o Fluminense e assumiu a liderança. As equipes voltaram a se enfrentar pela decisão do campeonato, que foi realizada no estádio Alberto Tavares Silva, Teresina, em 25 de outubro. Na oportunidade, o Fluminense venceu o jogo pelo placar mínimo e conquistou o título da competição.

## Resultados

### Final
| 25 de outubro | Tiradentes-PI | 0 – 1  | Fluminense-PI    | Alberto Tavares Silva, Teresina                              |
| 16:00         |               | Súmula | Gilmar Bahia 24' | Público: Portões fechados Árbitro: Ideilon Helton Alves Lima |